# Distretto di Sacanche
Il distretto di Sacanche è uno dei sei distretti  della provincia di Huallaga, in Perù. Si trova nella regione di San Martín e si estende su una superficie di 143,15 chilometri quadrati.

Istituito il 20 maggio 1936, ha per capitale la città di Sacanche; al censimento 2005 contava 2.967 abitanti.